# 飛べ、バージル/プロジェクトX
『飛べ、バージル/プロジェクトX』（原題：Project X）は、1987年制作のアメリカ合衆国の映画。
アメリカ空軍がチンパンジーを使って実際に行っていた実験を元に制作されたスリラー映画。ジョナサン・カプラン監督。

## あらすじ
大学生のテリーは研究のため、チンパンジーのバージルに手話を教え、人間と動物でコミュニケーションを取ることに成功した。ところがその矢先、研究費が打ち切られたため、テリーはバージルと離ればなれになる。
テリーはバージルが動物園に引き取られたと聞くが、実際は空軍のロックリッジ基地に送られていた。そこでは“プロジェクトX”という極秘の実験が行われていた。それは核戦争が起こった時、飛行中のパイロットが放射能を浴びた場合、何時間生きられるかをチンパンジーで実験するというものだった。
無断で恋人を飛行機に乗せたため降格されたパイロットのジミーはバージルの飼育係に任命される。彼はバージルが手話で意思表示することを知って最初は驚くが、やがて深い愛情を持つようになる。
だがやがて、ジミーはプロジェクトXの実体を知り、大きなショックを受ける。そしていよいよバージルが実験台にされることになり、ジミーはそれを阻止しようとするが、クビになってしまう。
ジミーはバージルに手話を教えたテリーの存在を知り、彼女と共にバージルと仲間のチンパンジーを救出しようとする。

## キャスト
- ジミー・ギャレット：マシュー・ブロデリック（吹替：関俊彦）
- テリー・マクドナルド：ヘレン・ハント（吹替：堀江美都子）
- キャロル博士：ビル・サドラー（吹替：納谷六朗）
- アイザック・ロバートソン：ジョニー・レイ・マクギー（吹替：樋浦勉）
- クリーガー：ジョナサン・スターク（吹替：大塚芳忠）
- ロビン・ギャメル
- スティーヴン・ラング
- ジーン・スマート
- チャック・ベネット
- マーク・ハーデン
- ダニエル・ローバック
- ディック・ミラー

吹替その他、千田光男、上田敏也、吉田理保子、藤城裕士、堀之紀、笹岡繁蔵、加藤正之、宮本充、鈴鹿千春、辻親八、伊井篤史、幹本雄之、石田彰、森一
- テレビ放映：フジテレビ「ゴールデン洋画劇場」1991年2月9日